# Klete Keller
Pour les articles homonymes, voir Keller.
Klete Keller, né le 21 mars 1982 à Phoenix dans l'Arizona, est un nageur américain spécialiste des épreuves en nage libre (200 et 400 m nage libre). En deux participations aux Jeux olympiques, le nageur a remporté quatre médailles dont une en or obtenue avec le relais 4 × 200 m nage libre américain en 2004. Il est par ailleurs monté à plusieurs reprises sur le podium aux championnats du monde de natation amassant 10 médailles dont 4 en or.

## Biographie

### Début de carrière
Klete Keller est né dans une famille de nageurs (sa sœur Kalyn a notamment fait partie de l'équipe nationale en 1999). Le nageur américain fait ses débuts au niveau national en 1998, année lors de laquelle il est désigné meilleur débutant (rookie) des championnats américains organisés à Clovis en Californie. L'année suivante, Keller monte pour la première fois sur un podium national lors des Spring Nationals ou championnats nationaux de printemps (2e sur 800 m, 3e sur 1500 m, 5e sur 400 m nage libre). Il remporte également une victoire en eau libre (5 km) qui lui permet de se qualifier pour les championnats pan-pacifiques ; il remporte d'ailleurs cette même épreuve lors de la compétition organisée la même année à Sydney.
En août 2000, lors des sélections olympiques américaines, Keller remporte le 400 m nage libre en établissant un nouveau record des États-Unis,. Cette victoire lui permet d'obtenir sa qualification pour les Jeux olympiques de Sydney qui ont lieu quelques semaines plus tard.

### Les Jeux olympiques: de Sydney à Athènes
À 18 ans, Klete Keller participe à ses premiers J.O. en s'alignant sur l'épreuve individuelle du 400 m nage libre ainsi qu'au sein du relais 4 × 200 m nage libre américain. Sur 400 mètres nage libre tout d'abord, l'Américain obtient la médaille de bronze en ne devançant l'Italien Emiliano Brembilla que d'un centième. Plus tard, au sein du relais 4 × 200 mètres, Keller obtient une seconde médaille en terminant deuxième à cinq secondes du relais australien.
L'année suivante, le nageur américain obtient ses deux premières médailles mondiales à Fukuoka (deux récompenses en bronze sur 200 m nage libre et relais 4 × 200 m). En 2002, lors des Mondiaux en petit bassin d'Indianapolis, le nageur obtient sa première médaille d'or dans une compétition internationale en remportant le 200 m devant le Brésilien Gustavo Borges. Également médaillé de bronze sur le relais 4 × 200 m, il obtient un second sacre mondial avec le relais 4 × 100 m. De nouveau médaillé avec le relais lors des Mondiaux 2003 en grand bassin, Keller obtient sa qualification olympique aussi bien sur 400 m que sur 200 m lors des sélections américaines de 2004. À 22 ans, l'Américain participe ainsi pour la seconde fois aux J.O. à l'occasion des Jeux olympiques d'Athènes.
Lors de la première journée du rendez-vous olympique, Kleter Keller conquiert la médaille de bronze sur 400 m nage libre en terminant derrière les australiens Ian Thorpe et Grant Hackett. Par ailleurs, grâce à un temps de 3 min 44 s 11, l'Américain s'approprie le record américain du 400 m jusque-là détenu par Michael Phelps. Deux jours plus tard, Keller termine au pied du podium sur l'épreuve du 200 mètres nage libre en échouant derrière le trio Thorpe–Van den Hoogenband–Phelps.
Quelques jours plus tard lors de l'épreuve du relais 4 × 200 m nage libre, Michael Phelps, Ryan Lochte, Peter Vanderkaay et Keller mettent fin à six années d'invincibilité du relais australien. Lancé en dernier relayeur contre Thorpe avec 1 s 48 d'avance, Keller parvient à conserver un mince avantage à l'arrivée pour conquérir son premier titre olympique. Depuis, le quatuor américain est resté invaincu sur cette dernière épreuve Klete Keller participant à l'obtention de deux médailles d'or aux championnats du monde 2005 et 2007. Lors de ces derniers championnats, les quatre relayeurs établissent même un nouveau record du monde (l'ancien record était détenu par les Australiens depuis 2001).

## Divers
De 2004 à 2007, Keller s'est entraîné à l'université du Michigan sous la direction de Bob Bowman. Après les Mondiaux 2007, l'Américain s'entraîne désormais de nouveau à l'université du Sud de la Californie au sein du club des Trojans de l'USC.
En janvier 2021, il est arrêté à la suite de sa participation à l'assaut du Capitole des États-Unis par des partisans de Donald Trump et fait face à trois chefs d'accusations,. Des anciens partenaires, nageurs et entraîneurs de l'équipe des Etats-Unis l'ont reconnu parmi la foule, portant une veste de la sélection olympique américaine.
En octobre 2021, Klete Keller plaide coupable lors de son procès concernant sa participation à l'assaut du Capitole des Etats-Unis. Le 20 janvier 2025, Keller a reçu un pardon complet du président Donald Trump.

## Palmarès

### Jeux olympiques
| Discipline / Année   | Sydney 2000          | Athènes 2004         |
| -------------------- | -------------------- | -------------------- |
| 200 m nage libre     | -                    | 4e 1 min 46 s 13     |
| 400 m nage libre     | Bronze 3 min 47 s 00 | Bronze 3 min 44 s 11 |
| 4 × 200 m nage libre | Argent 7 min 12 s 64 | Or 7 min 07 s 33     |

| 4 médailles olympiques : 1 en or, 1 en argent, 2 en bronze |

### Championnats du monde
| Discipline / Année   | Fukuoka 2001 Grand bassin | Moscou 2002 Petit bassin | Barcelone 2003 Grand bassin      | Montréal 2005 Grand bassin | Melbourne 2007 Grand bassin |
| -------------------- | ------------------------- | ------------------------ | -------------------------------- | -------------------------- | --------------------------- |
| 200 m nage libre     | Bronze 1 min 47 s 10      | Or 1 min 44 s 36         | Éliminé en 1/2 finales 16e temps | -                          | Éliminé en séries 18e temps |
| 400 m nage libre     | -                         | 8e 3 min 49 s 18         | 5e 3 min 47 s 70                 | -                          | Éliminé en séries 10e temps |
| 4 × 100 m nage libre | -                         | Or 3 min 10 s 64         | -                                | -                          | -                           |
| 4 × 200 m nage libre | Bronze 7 min 13 s 69      | Bronze 7 min 8 s 73      | Argent 7 min 10 s 26             | Or 7 min 6 s 58            | Or 7 min 3 s 24 RM          |

| 8 médailles mondiales : 4 en or, 1 en argent, 3 en bronze |

* Sauf précision, les temps et places indiqués sont ceux réalisés et obtenus lors des finales